# Wydział Administracji Uniwersytetu Szczecińskiego w Jarocinie
Wydział Administracji Uniwersytetu Szczecińskiego w Jarocinie – wydział zamiejscowy Uniwersytetu Szczecińskiego działający w latach 2005–2014 w Jarocinie.
W 2014 ogłoszono zamknięcie Wydziału Administracji w Jarocinie i przeniesienie go do Gorzowa Wielkopolskiego.  

## Struktura
- Katedra Administracji, Bezpieczeństwa i Porządku Publicznego
- Katedra Ustroju Politycznego i Gospodarczego Państwa
- Katedra Prawa i Postępowania Sądowego

## Kierunki studiów
- Administracja

## Władze (2011)
Dziekan: dr hab. Mieczysław Staniszewski, prof. US

Prodziekan ds. Studenckich: dr Karol Sroka

Prodziekan ds. Studiów Niestacjonarnych: prof. zw. dr hab. Jerzy Konieczny